# 懷氏鼠尾鱈
懷氏鼠尾鱈為輻鰭魚綱鱈形目鼠尾鱈科的其中一種，分布於南冰洋海域，屬深海底棲性魚類，深度300-1400公尺，體長可達75公分，棲息在底層水域，生活習性不明，可做為食用魚。